# Abadía de Saint-Jean de Montierneuf
La abadía de Montierneuf fue una abadía benedictina situada en Poitiers en el departamento de Vienne.
La iglesia Saint-Jean de Montierneuf es de estilo compuesto pero de base románica.

## Historia de la abadía

### Fundación
El monasterio fue fundado en 1069 por el conde Guillermo VIII de Aquitania a cambio de una dispensa papal para poderse casar con su prima Audéarde o Hildegarde de Borgoña. La iglesia fue bautizada por las gentes del pueblo como Montierneuf, es decir, el monasterio nuevo (en francés antiguo, moustier). Los trabajos comenzaron en 1069 y fueron terminados en 1096. Esta construcción está realizada mayoritariamente en piedra.
La abadía fue autorizada por el papa Gregorio VII en 1076. El conde realizó numerosos regalos a la abadía para asegurar su existencia, como el capítulo de San Nicolás de Poitiers, fundado por la condesa Inés (su segunda esposa) poco después de 1050. La fase activa de los trabajos terminan con la muerte del conde en 1086.
El papa Urbano II la consagró en 1096 cuando acudió al Poitou para santificar las cruzadas.
Según la voluntad de Guillermo, la abadía debía acoger a cien monjes. Su afiliación a la cada vez más fuerte congregación de Cluny subraya la intención de su fundador de construir una iglesia modélica que fuese, a la vez, sede de su sepultura.

### Evolución del estatus
Ubicada bajo la autoridad de la orden de Cluny, recibió un prior y 18 monjes. Prosperó inmediatamente ya que había sido elegida para albergar las tumbas de los duques de Aquitania.

### Guerras, saqueos y destrucciones
Las tumbas de los duques de Aquitania fueron destruidas por los Hugonotes en 1562, al mismo tiempo que un gran número de edificios religiosos de Poitiers. Además de las tumbas, destruyeron el claustro y prendieron fuego a los diferentes edificios. A pesar de una nueva tentativa de reconstrucción de la abadía en el siglo XVII (a raíz de unos trabajos en la iglesia en 1643 y 1644) prolongada por otros trabajos en la iglesia y los edificios monacales de 1668 a 1672, la abadía entró al poco en decadencia.

### Pérdida de la función religiosa
La abadía estuvo en declive durante los siglos  XVII y XVIII. La congregación benedictina de San Mauro fue llamada para retomar la vida monástica, pero los últimos religiosos se acabaron separando definitivamente en 1787.
Tras haber servido como cuadra de 1789 a 1805, la iglesia retomó sus actividades de culto.

### Restauraciones
El abad Sabourin trabajó en numerosas obras de restauración de la iglesia entre los años 1817 y 1822. Los capiteles románicos del coro y del deambulatorio son en gran parte eliminados y rehechos en estuco con una decoración de moldes de ova y dardo y hojas de acanto al igual que el pórtico. Entre los capiteles que se salvaron se encuentran los de los elefantes, hoy día conservados en el Museo Sainte-Croix de Poitiers. Se trata de la representación de elefantes más antigua del arte francés.
La iglesia fue clasificada en el primer inventario de los monumentos históricos en 1840.
Diez vidrieras, situadas en la fachada y el crucero norte, fueron restauradas a finales del año 2010.

### Las transformaciones de la abadía
Durante la Revolución francesa, la abadía fue convertida en cuartel militar. Algunos edificios se adosaron hacia 1829 y el cuartel fue llamado Quartier Dalesme en 1887. Allí tuvieron, sucesivemente, sus cuarteles dos regimientos de artillería, el 20 y el 109.
Estos edificios después albergaron la Escuela nacional superior de mecánica y aerotécnica de Poitiers (ENSMA) y más tarde, durante los años noventa, las clases de diferentes facultades, una ciudad universitaria y un Instituto de administración de empresas, que cohabitó con el rectorado. Además, en un edificio separado se encuentra un cine asociativo llamado Le Dietrich.

## Arquitectura de la abadía
La abadía, construida entre 1070 y 1096 en el exterior de la muralla romana próxima al Poitiers medieval, no se fortificó hasta el siglo XV naciendo de este modo una pequeña población en el interior de la muralla construida en el siglo XII por orden de Leonor de Aquitania.
La abadía se encuentra actualmente en el centro de la ciudad.
En ella se encuentra el cenotafio yaciente de Guillermo VIII, duque de Aquitania, aunque no el original, que fue destruido, sino uno fruto de la restauración del siglo XII.

### La iglesia abacial
La iglesia abacial se construye según un plano muy simple: naves
L’église abbatiale est construite selon un plan simple : nef, transepto, y coro con un deambulatorio al final. La bóveda de la cúpula en la cruzada, en arco renforzado por nervios, sería gótico arcaico del siglo XIII.

#### La cabecera
La iglesia posee una cabecera gótica construida en el siglo XIV con arcos arbotantes algo alejados de la construcción que han conservado sus gárgolas. También están decoradas con los escudos de armas de diferentes abades que han dirigido la abadía. Dos de los arcos poseen a su vez otros dos, probablemente vestigios de antiguos que no fueron bien construidos. Además, el conjunto de esta estructura fue modificado en el siglo XVII si nos fijamos en la estereotomía y en las esculturas del interior (con aire de los siglos  XIII y XIV pero más torpes, como si hubiesen sido copiadas a partir de modelos anteriores).

#### El coro
EL coro data de la segunda mitad del siglo XIII. El arquitecto gótica ha conservado las pilas y las arcadas románicas para levantar un ábside pentagonal donde la claridad es la protagonista. Los nervios de las bóvedas retumban con ligereza sobre las consolas decoradas con motivos florales. El coro posee tres capillas dedicadas a San José, Nuestra Señora del Buen Socorro y Santa Bárbara. Las tres son de estilo románico.

#### La nave
Los protestantes provocaron el incendio de la iglesia en 1592, lo que llevó a la desaparición de las bóvedas de la nave y del brazo sur del tranepto.
En 1643 y 1644, el tramo occidental se destruyó para construir una nueva fachada, un muro mampuesto decorado con columnas corintias y un frontón de gusto clásico con decoración barroca. Hoy en día aún se pueden ver algunos vestigios de la antigua fachada. La nave y los laterales se reconstruyeron a un nivel más bajo que las bóvedas primitivas. Entre 1668 y 1672, el ábside y los arcos del coro se recuperan.
A finales del siglo XVIII, se derriba por completo el campanario, destruyendo así de nuevo las bóvedas de la nave y la tumba del fundador. Únicamente sobreviven dos pequeñas torres y fragmentos del tambor.
Al haber reducido la estatura de la nave, se alteran las proporciones interiores de la iglesia. Sin embargo, la perfección románica aparece en la organización geométrica del plano cuanto más se amplia el edificio dada la largura de los laterales y de su alineamiento con respecto al deambulatorio. La decoración monumental magnifica la severidad de los muros gracias a los grandes arcos de descarga en los brazos del transepto.

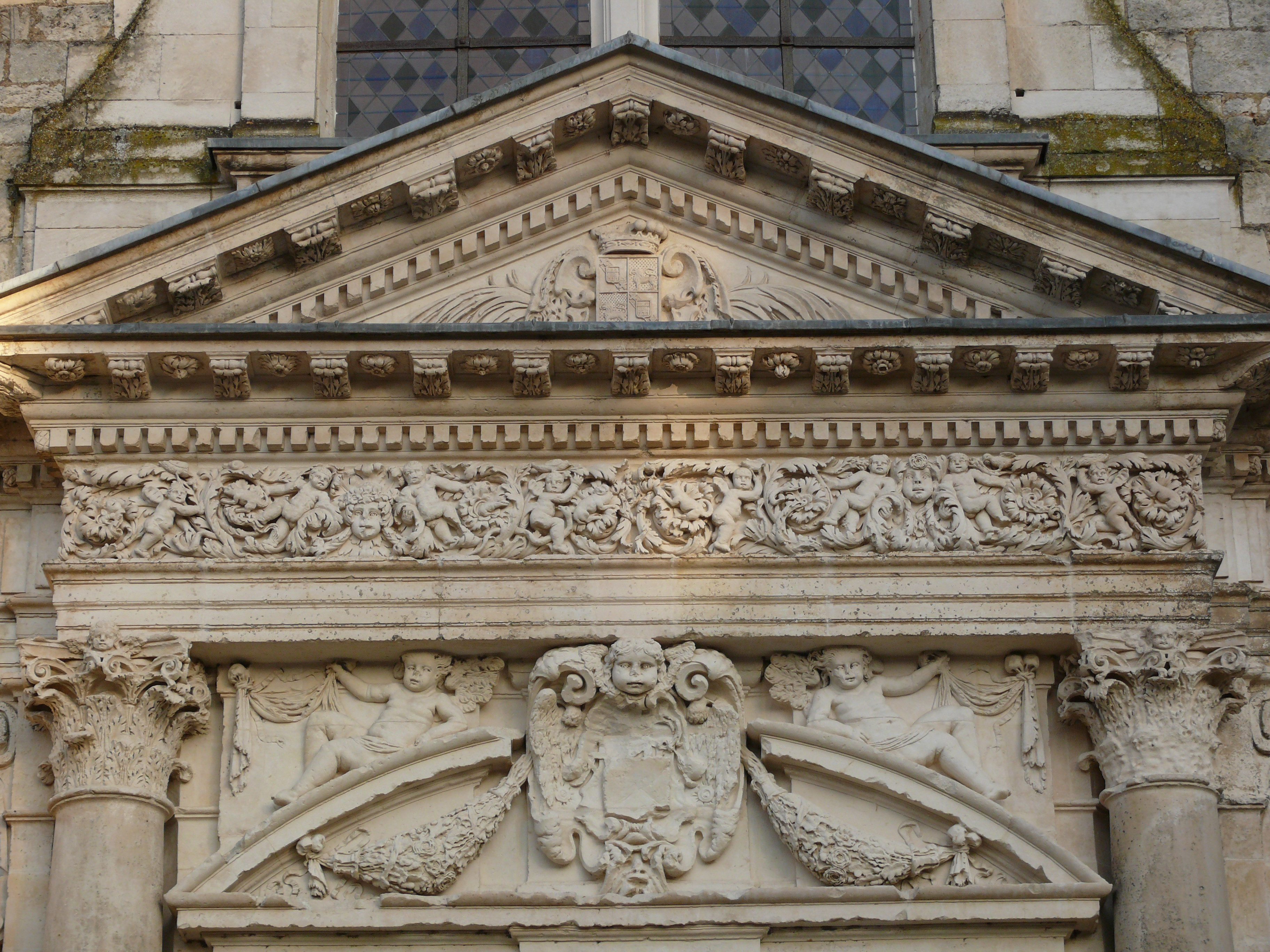
Frontón del portal de 1644

### Tumba de Guillermo VIII, duque de Aquitania

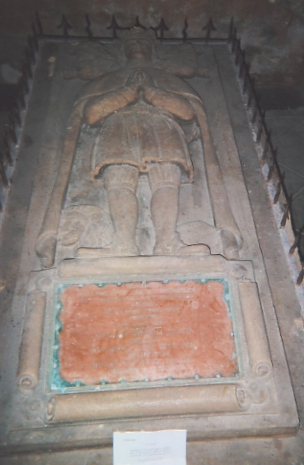
Tumba de Guillermo VIII de Aquitania

Alberga actualmente el cenotafio decorado de la tumba de Guillermo VIII de Aquitania. El monumento original se destruyó por el derribo de las bóvedas de la nave en 1643. Reconstruido en 1657, fue de nuevo destruido durante la Revolución francesa en 793. La tumba fue restaurada por el abad Sabourin, que obtiene para ello fondos de Luis XVIII de Francia y se inspira para el modelo en una tumba del siglo XVII, lo que explica la anacronía de este monumento. La estatua, obra de un tal Benoist, fue muy criticada en la época.
La tumba medieval se encontraba, de forma poco habitual (pero muy significativa) en el centro de la nave. Tras la reconstrucción del monumento, este se desplazó al lado sur, pero el cuerpo del duque todavía se encuentra en el centro de la iglesia.
La capilla del transepto norte está dedicada a San Isidro, patrón de los labradores; la del transepto sur, a San Mauricio.

## Los edificios monásticos
Del siglo XVII solo queda una parte del claustro, con fachada simétrica con un frontón y decorado con contrafuertes.

## Abades
- 1079 v. - Guy, antiguo gran prior de Cluny, tío de Étienne de Joinville[3]

## Monjes y personalidades célebres
- Étienne de Joinville hacia 1080, es nombrado sucesor y abad de su tío Guy.